# Neeurylabia spiloptera
Neeurylabia spiloptera là một loài tò vò trong họ Ichneumonidae.